# Семёнов, Григорий Иванович
Григорий Иванович Семёнов (29 ноября 1891, Дерпт, Лифляндская губерния — 8 октября 1937, Москва) — русский анархист, эсер, затем большевик, советский разведчик. Бригадный комиссар (ноябрь 1935). Расстрелян в 1937 году, реабилитирован посмертно.

## Биография
Родился в городе Юрьеве в семье акцизного чиновника из дворян, получил домашнее образование. В 1905 году, в 14 лет, стал помогать подпольной анархистской группе. В 1907 году был арестован и после десяти месяцев содержания в тюрьме как несовершеннолетний был выслан за пределы Прибалтийского края.
В 1908 году был вновь арестован за участие в организации освобождения приговорённых к смерти революционеров из Рижского централа и после года заключения в тюрьме был сослан на два года в Архангельскую губернию.
После возвращения в Юрьев в начале 1912 года, стал членом ПСР, был снова арестован, но через несколько недель был освобождён.
В 1912 году уехал во Францию, где уже находились его братья. Там он работал электромонтером в Марселе и Ницце.
Во время Первой мировой войны, в 1915 году вернулся в Россию и был призван в армию, служил в Прибалтике в электротехническом запасном батальоне инструктором по обслуживанию станций высокого напряжения.
После Февральской революции стал членом армейского комитета 12-й армии и товарищем (заместителем) председателя исполкома Рижского совета рабочих и солдатских депутатов.
В апреле 1917 года он стал членом бюро исполнительного комитета Петроградского совета рабочих и солдатских депутатов и руководителем фронтовой коллегии, затем был комиссаром 9-й армии и 3-го конного корпуса, помощником комиссара Румынского фронта. Был делегатом 1-го и 2-го Всероссийских съездов Советов.
После Октябрьской революции Семёнов стал членом военного комитета при ЦК ПСР и членом Петроградского комитета ПСР. После неудачи похода Керенского-Краснова на Петроград помогал бывшему главе государства скрыться от большевиков из Гатчины. В мае 1918 года по предложению Семёнова при ЦК ПСР был создан Центральный боевой отряд из 15 человек, целью которого было убийство большевистского руководства. Семёнов организовал убийство В.Володарского в июне 1918 года, готовил убийство В. И. Ленина.
22 октября 1918 года был арестован, пытался бежать, ранил двух конвоиров. До апреля 1919 года находился в заключении, но затем был освобождён под поручительство А. С. Енукидзе, с которым Семёнов был знаком со времени ссылки в Архангельской губернии. После освобождения Семёнов стал членом эсеровской группы «Народ», будучи при этом секретным сотрудником ВЧК. Однако 17 июля и осенью 1919 года Московская ЧК дважды арестовывала Семёнова. Летом 1919 числился рабочим-электромонтёром.
С октября 1919 года был уполномоченным Меньшинства партии социалистов-революционеров на Южном фронте. В июле 1920 года был послан в распоряжение Реввоенсовета Западного фронта. Ему было поручено внедриться в «Народный союз защиты родины и свободы» Б. В. Савинкова. Во время выполнения этого задания Семёнов был арестован в Польше, но после вмешательства Савинкова был освобождён. Полученные от Савинкова инструкции по осуществлению террористических актов и деньги после возвращения в конце 1920 года через Германию в Москву Семёнов передал органам ВЧК.
В январе 1921 года вступил в РКП(б) и стал сотрудником Разведупра РККА; направлен на нелегальную работу в Германию.
Затем написал брошюру «Военная и боевая работа социалистов-революционеров в 1917—1918 гг.», которую в декабре 1921 года послал в ЦК РКП (б), указав в сопроводительном письме, что эсеров следует разоблачить и дискредитировать «перед лицом трудящихся». В феврале 1922 года эта брошюра была издана одновременно в Берлине и Москве тиражом 20 тысяч экземпляров. Сразу после этого было сообщено о предании суду арестованных лидеров эсеров.
Семёнов тоже стал обвиняемым на процессе эсеров летом 1922 года, но фактически он был главным свидетелем обвинения. Он был формально приговорён Верховным революционным трибуналом к расстрелу, но при этом трибунал освобождал его от «всякого наказания, учитывая полное раскаяние в совершенных преступлениях». Вместе с женой, также «раскаявшейся» эсеркой и сотрудницей Разведупра РККА Натальей Богдановой, сентябрь и октябрь 1922 года Семёнов провёл в санатории в Крыму «по причине усталости и переутомления». В ноябре 1922 года был направлен на работу в Главэлектро ВСНХ на должность инспектора при его начальнике.
С сентября 1923 года вновь состоял в распоряжении Разведупра РККА и с осени 1923 по июль 1924 года, находясь в Берлине, организовывал добычу информации по технологии вольфрамового производства.
С июля 1924 года вновь стал инспектором Главэлектро ВСНХ, а в апреле 1925 года был назначен директором Московского авиационного завода № 12.
С 1927 года работал в Иностранном отделе (ИНО) ОГПУ и был направлен в Китай, где стал советником Военной комиссии при ЦК КПК.
В 1928 году вернулся из Китая и был назначен помощником начальника 2-го (агентурного) отдела 4-го (разведывательного) управления Штаба РККА. На этой должности он работал до весны 1929 года, когда «за поддержку правых» был исключён из ВКП(б) и уволен из разведки. Однако в сентябре 1929 года был восстановлен в партии с вынесением выговора «за отклонение по основным вопросам политики партии».
После этого Семёнов был председателем колхоза «Краснознаменец» в Хопёрском округе Нижне-Волжского края. В 1930 году он стал начальником строительства Болшевского механического и чугунно-литейного заводов, затем был начальником авторемонтных мастерских, инспектором Главэлектро, начальником отдела капитального строительства танкового завода имени К. Е. Ворошилова в Ленинграде.
В феврале 1935 года был вновь исключен из партии, но затем это решение вновь было отменено. В марте 1935 года он явился в Разведупр РККА и «вызвался возглавить группу инструкторов-специалистов по всем областям военного искусства и техники и перебросить ее на самолетах или на верблюдах через пустыню Гоби на помощь Китайской Красной армии». Его предложение было принято, в ноябре 1935 года ему было присвоено звание бригадного комиссара и он был послан в Монголию, для того, чтобы «организовать переброску 6 китайских товарищей через Монголию в Китай». Задание он выполнил, но затем «расконспирировал себя», и в мае 1936 года его отозвали в Москву.
В ноябре 1936 года был послан в Испанию, где шла гражданская война. Ему было поручено «пробраться в тыл мятежников и ликвидировать некоторых руководителей фашистского движения». Он занялся организацией партизанского движения в тылу войск генерала Франко.
В конце января 1937 года Семёнов был отозван из Испании и 11 февраля 1937 года он был арестован. Внесен в Сталинский расстрельный список от 3.10.1937 года «Москва-центр» по 1-й категории («за» Сталин, Молотов, Каганович). Военной коллегией Верховного суда СССР 8 октября 1937 года по обвинению в «участии в контрреволюционной террористической организации» был приговорен к расстрелу и расстрелян в тот же день. Похоронен в Москве на Донском кладбище в неизвестной могиле (все 43 осужденных не были кремированы).
Был реабилитирован по делу 1937 года определением Военной коллегии Верховного суда СССР от 22 августа 1961 года.
По делу, возбуждённому при аресте московской ЧК 17 июля 1919 года, решения нет. Реабилитирован по нему в сентябре 2004 года прокуратурой Москвы.

## Адреса
- 1919 — Москва, ул. Тверская, 27, кв. 40[1].
- 1937 — Москва, ул. Усачёва, д. 29, кв. 356[1].